# Triade malheureuse
 (octobre 2018).
Si vous disposez d'ouvrages ou d'articles de référence ou si vous connaissez des sites web de qualité traitant du thème abordé ici, merci de compléter l'article en donnant les références utiles à sa vérifiabilité et en les liant à la section « Notes et références ».
L'expression « triade malheureuse » désigne en médecine l'association des trois signes suivants : 
- une hypothermie ;
- une acidose métabolique ;
- un trouble de la coagulation.

Cette triade est utilisée dans l'évaluation de la gravité d'un polytraumatisé.
La présence de cette triade est un signe de haut risque de mortalité.

## Triade malheureuse du genou
L'expression « triade malheureuse du genou » désigne l'association des trois signes suivants :
- lésion du ligament collatéral tibial ;
- rupture du ménisque médial ;
- lésion du ligament croisé antérieur.